# ロザリオとバンパイア
『ロザリオとバンパイア』（ROSARIO+VAMPIRE）は、池田晃久による日本の漫画作品。2004年から『月刊少年ジャンプ』で連載を開始。2007年の同誌の休刊に伴い『ジャンプスクエア』へと移籍し『ロザリオとバンパイア season II』（ロザリオとバンパイア シーズン・ツー、ROSARIO+VAMPIRE season II）に改題の上2014年まで連載された。
2006年のドラマCD化を皮切りに、アニメ化・小説化・ゲーム化もなされている（詳細はメディア展開を参照）。略称は『ロザバン』。

## 初出・収録
『月刊少年ジャンプ (MJ)』2003年9月号に掲載された同名の読切作品を元に、『綺流斗』に続く作者2本目となる連載作品として、『MJ』2004年5月号から2007年7月号まで連載（第1部）。同誌の休刊に伴い『ジャンプスクエア (SQ) 』へ移籍し、第2部として『ロザリオとバンパイア season II』と改題の上、創刊号から2014年3月号まで連載された。その後『ジャンプSQ.19(SQ.19)』Vol.13に「after story」が掲載され、完結。なお、『SQ』創刊前には「アニメ化&SQ.連載記念」として番外編が『週刊少年ジャンプ (WJ)』2007年43号に掲載され、『SQ.19』2011年冬号にも番外編が掲載された。
単行本はジャンプ・コミックス (JC) より第1部全10巻と第2部全14巻までが発行されており、『WJ』に掲載された番外編は第1部10巻に収録され、『SQ.19』に掲載された「after story」は第2部14巻に収録されている。なお、『SQ.19』2011年冬号に掲載された番外編は未収録である。第2部2巻ではアニメDVD付きの初回限定版も発売された。また、2008年には公式ガイドブックとして『ロザリオとバンパイア GUIDE BOOK 陽海学園入学案内』が同じくJCより発行されており、プロトタイプとなった読切版が収録されている。
第2部の改題時に単行本巻数もリセットされており、デザインも旧来のJC共通デザインから『SQ』掲載作品用の物へと変更されている（コミックのデザインについては形状およびJUMP COMICS SQ.を参照）。各巻末には4コマ漫画「蛇足的巻末劇場」が描き下ろされている。

## 特徴
本作は妖怪の通う高校「陽海学園」に入学してしまった普通の高校生が様々な騒動に巻き込まれる様を描いており、ラブコメディとシリアスバトル要素を併せ持っている。これは意図的にジャンルを決めず描いているためであり、特に陽海学園のような特殊な環境では、キャラクター達の自然な生活を描こうとするとラブコメもシリアスも自然に出てくると述べている。
主人公である月音は様々な出会いと戦いを通して成長・変化して行くが、作者曰く成長させないと萌香と出会った意味がなく、楽しさを共有するだけではなく、一緒に苦難を乗り越えて成長を描くことこそが、萌香や仲間達の魅力を際立たせると述べている。
第1部は月音が入学してからの半年間を描いたものであり、第2部は月音が2年に進級してからのものとなる。1話完結のエピソードを挟みつつも、次第に長めの話も展開されていき、第2部では全体を通して御伽の国という敵が登場し、話はより外へと広がっていく。第1部は主人公・月音の成長を描いた物語とされ、第2部は仲間達との物語とされる。なお、第2部を始めるに際し1から描こうと意識し、月音の覚醒など重い話などは一端リセットされているという。絵の進歩もめざましく、作中に登場するパロディは作者の自己紹介的な意味がある。

## あらすじ

### 第1部
普通の少年・青野月音は高校受験に失敗するが、書類審査だけで入れるという「陽海学園」の存在を知り入学する。しかし、その学園は人間社会でマイノリティとして片隅で生きることを余儀なくされた妖怪達が、「人間との共存のしかた」を学ぶために人間の姿に化けて通う、妖怪による妖怪のための学校であった。「封印の十字架（ロザリオ）」により力と人格を封印されているバンパイアの美少女・赤夜萌香に一目惚れをした月音は、何故か彼女の封印を解き助けることができた。一時は人間界へ戻ることも考えた月音であったが、彼女と親しくなりたいとの思いから学園に留まることを決意する。
サキュバスの少女・黒乃胡夢と出会い、萌香と共にウェアウルフの森丘銀影が部長を務める新聞部に入部した月音は、魔女の仙童紫や橙条瑠妃、雪女の白雪みぞれと出会い充実した学園生活を送りつつも、公安や魔女の丘、反学派（アンチテーゼ）など様々な戦いに巻き込まれていく。幾度となく瀕死の傷を負い、その度に蘇生のため萌香にバンパイアの血を注入されてきた月音の体は、いつしか蝕まれ、遂には屍鬼（グール）へと堕ちる。しかし理事長の力により屍鬼化は止められ、以降は「魔封じの鍵（ホーリーロック）」で血を封印しつつ、時にその力で戦うようになっていく。そして無事に学園祭を迎えたのも束の間、暴動により学園は壊されてしまい、休校となったことで月音は一時人間界へと帰るのだった。

### 第2部
休校から半年が経ち、春より再開された陽海学園に月音は戻ってくる。2年に進級した月音達の前に、姉の萌香を追いかけて入学してきた朱染心愛が現れ、彼女もまた新聞部に入部する。月音達はみぞれの故郷へと訪れるが、そこで「御伽の国（フェアリーテイル）」なる組織と遭遇し、新たな戦いに巻き込まれていく。
修行や夏合宿に励む月音達は、御伽の国との戦いの一方で、新たな仲間・夜叉の黄芳芳も加わり学園生活を満喫していた。しかしやがて彼らとの戦いは、萌香の実家である朱染家や中華妖怪組織（チャイニーズマフィア）なども巻き込み、果ては日本の命運を左右しかねないものへと発展していく。そして同時に、月音は萌香の封印や彼女にまつわる真相を知ることとなる。
御伽の国の総本部に連れ去られた萌香を救出に向かった月音達は、戦いの末に彼らの野望を阻止し、再び仲間達と平和な日々を過ごしていくのだった。

## 舞台
本作では妖怪のための学校である、私立陽海学園高等学校が主な舞台となっている。
この学園はかつて地上が人間の支配下となった後、三大冥王と呼ばれる大妖怪達により大結界の奥深くに設立されたのが始まりであり、学園は大結界により地上とは完全に隔離・遮断されているため、人間達はその存在を知らない。地上とは四次元トンネルにより繋がれ、謎の運転手が運行するバスが行き来をする。
学園ではもはや妖怪が生き延びていくためには人間と共存していく他ないと考えられ、妖怪達に「人間との共存のしかた」を教えている。その基本として人間に化けて生活することが課せられ、正体をばらすことは校則違反となる。なお、教師も生徒も全員妖怪であり、この学園の存在を知った人間には死んでもらうという掟が存在する。
生徒のほとんどは付属の学生寮に住むこととなり、小等部・中等部・孤児の保護施設等も存在するが、大学は存在しないために進学を希望する生徒は人間の大学に進むこととなる。妖怪だけの学校という特性上、戦いを好む者が多く、まれに死者すら出るのが現状である。また、この学園は妖怪達が人間の世界を追従し模倣しているために人間達の流行が遅れて入り、やや古くさい世界となっている。
本作では妖怪のことは妖（あやし）と呼ばれ、地上のことは人間界と呼ばれることが多い。人間社会は現実とほぼ同水準であり、またこの世界にいる妖怪達は、正体を隠しつつ人間社会の中で生きていたり、学園と同じように結界に守られた空間に住んでいたりと、現在、人間のほとんどは妖怪の存在に気付いていない。

## 登場キャラクター
主要キャラクターの多くは陽海学園新聞部に所属している。また主要なキャラクターの名前には色に関連した語が入っていることが多いが、色に関連した名前の有無でレギュラーやゲストを区別しているわけではない。
青野 月音（あおの つくね）
本作の主人公である人間の少年。色々と平凡ではあるが妖であっても自然に接する事が出来る優しい性格の持ち主。
妖怪の学園とは知らずに入学してしまうが、萌香に一目惚れをしたことで残ることを決意し、まもなくして一緒に新聞部に入部する。
幾度か蘇生のために萌香にバンパイアの血を注入された影響で屍鬼（グール）化が始まり、それ以来「魔封じの鍵」でその血を封印して生活している。
赤夜 萌香（あかしや モカ）
本作のヒロインのバンパイア。容姿端麗で文武両道、温和で優しい学園一の美少女。
月音がたとえバンパイアでも好きだ言ってくれたことで友達となり、一緒に新聞部に入部する。月音の血が大好物。
バンパイアでありながら戦いを好まず、常に胸のロザリオにより力と人格を封印している。ロザリオが外れ封印が解かれると別人格である裏萌香が表出するため、普段の人格は「表」の萌香として区別されている。萌香というキャラクターの完成が本作が生まれるきっかけとなった。
裏萌香
封印されている萌香の別人格。生来の人格はこちらである。ロザリオが外されると表の萌香と入れ替わり、再びロザリオを装着すると表の萌香へと戻る。
プライドが高く口調も堅く「身の程を知れ」が口癖。時折表の萌香と会話をする事もあり人格としては独立しているが記憶は共有している。
「力の大妖」というバンパイアの名に違わぬ戦闘能力を持ち、足技を得意としている。
黒乃 胡夢（くろの くるむ）
サキュバスながら純情な巨乳美少女。快活で負けず嫌いなムードメーカーでもある。
逆恨みで萌香を襲うが返り討ちにあい、月音に庇ってもらったことから惚れてしまい、以後、積極的にアタックしている。月音を追って新聞部に入部する。
伸縮自在な爪を持ち、正体を現すと翼が現れる。サキュバスは幻術の扱いに長けた種族とされ、いくつか幻術も使用する。
仙童 紫（せんどう ゆかり）
11歳で飛び級入学してきた天才魔女だが、容姿・性格は年齢相応に幼く、また毒舌家。語尾に「ですぅ」と付ける。
萌香に憧れ、いじめられていた時に月音にも助けられたことから二人に好意を抱き、新聞部に編入する。二人が結ばれるのを望みそこに混ざるのが夢。
魔法により鋼鉄のタロットカードやタライを操り、頭脳を生かした発明品の開発もする。
白雪 みぞれ（しらゆき みぞれ）
雪女の少女で、感情をあまり表に出さないクールかつやや危なかっしい性格。体を冷やすための棒つきキャンデーをいつもくわえている。
元は不登校だったが届けられていた陽海新聞により月音に興味を抱き、登校してきた際にかけられた疑いを月音が晴らしてくれたことで好意を抱き、影から見守るようになる。後に新聞部の手伝いを始め、2年進級時に入部する。
氷を自在に操り、戦闘時には手が大きな氷の爪へと変化し、触れる物を瞬時に凍りつかせる。
橙条 瑠妃（とうじょう るび）
マゾヒストの魔女。大人びているが天然な面も持つ。
育ての親であるお館様と人間への復讐を企てるが、月音達により救われ、やがて恩を返すために陽海学園で働き始める。
魔法による変身能力を持ち、鴉に変身できるほか、背中に黒い翼を生やし刃のようにして攻撃する。
朱染 心愛（しゅぜん ココア）
萌香の異母妹で同じくバンパイアの少女。粘着質でプライドも高いが幼い面もある。月音達の1年後輩。
裏萌香限定のシスコンで強い憧れを抱いており、萌香を襲って覚醒させるために陽海学園へ入学してくる。後に新聞部の人柄に惹かれ入部する。
式妖として常にバケバケコウモリのこーちゃんを従えており、戦闘時にはこーちゃんを武器に変化させて戦う。
森丘 銀影（もりおか ぎんえい）
関西弁で話す新聞部部長の人狼（ウェアウルフ）。軟派な性格だが仲間想いでもある。月音達の1年先輩であり新聞部唯一の上級生。
萌香を自分のものにしようと月音を罠にはめるが、胡夢の活躍により月音の疑惑ははらされ、最後は裏萌香に成敗される。
人狼は「瞬速の大妖」としてバンパイアと並び称される大妖怪であり、その速度は月の光が強い程増す。
黄 芳芳（ウォン ファンファン）
中華妖怪組織（チャイニーズマフィア）・黄一家（ウォンファミリー）の跡取りで、中性的な顔立ちをした夜叉の少年。ヘタレキャラ。月音達の1学年後輩。
対立組織・苗一家（ミャオファミリー）が日本のテロ組織・御伽の国と手を組んだため、実態を探るべく陽海学園に入学してくる。月音の強さに惚れ込み一家へ勧誘してくる。
古銭刀と呪符を用いた召還術を扱うが未熟故にランダム召還になってしまう。

## 用語
封印の十字架（ふういんのロザリオ）
萌香が身に付けている封印の魔具。母・アカーシャが、いずれ旅立つ萌香のために離れていても通じ合えるようにと作った「念珠（ロザリオ）と首輪（チョーカー）を繋いだ」お守りであり、このロザリオとアカーシャは常に繋がっている。
萌香本来の人格である裏萌香やその真祖の血を封じる力があり、その間、体と封印を守護する役目として、このロザリオにより作り出されている疑似人格が表の萌香の人格であり、その正体は記憶を消した状態のアカーシャの分身人格でもある。このロザリオが外されることで互いの人格は入れ替わり、力が解放される。しかし実際は力の一部しか解放されておらず、真祖の力の大部分は封印されたままである。またこのロザリオの力により過去の真相にまつわる記憶も封印や改竄されている。
2つの精神が同調した時のみ、表と裏の萌香はこのロザリオを媒介に会話ができる。ロザリオをつなぐチェーン部は知恵の輪のようになっており脱着可能だが、本人では決して外すことが出来ず、一切の偽りなく萌香を大切に思う者にしか外すことはできない。また、このロザリオは表の萌香の人格のコアであるため、無理矢理壊して封印を解こうとした場合、表の萌香の人格が破壊される危険性がある。
魔封じの鍵（ホーリーロック）
萌香のバンパイアの血による屍鬼化を防ぐため、御子神より月音に渡された封印の魔具であり、月音の命綱となるもの。
鎖と錠前を模したブレスレットで、月音は右腕につけている。ただし、月音専用のものではなく封印が不完全なため、瀕死の傷を負ったり、妖気が高まり抑えきれなくなると一時的に封印が解け、その度に鍵にはヒビが刻まれ壊れていってしまう。月音次第では理性や意識を保ったまま力を引き出すことが可能で、妖力制御を学んだ後の月音は、鍵が壊れる寸前の許容ギリギリまで妖力を引き出す術を身につけている。また第1部では北都も同様のものを左腕につけていた。
しかし実際の鍵の本来の効力は単なる封印ではなく、「封じた妖力を穏やかになじませ副作用を抑える」ものであり、「人間を安全かつ確実に妖化させる」ための魔具であるとされる。
吸血鬼（バンパイア）
人や動物の血を吸う妖であり、外見的特徴としては赤い瞳とされ、縦長の瞳孔の瞳として描かれる。自らの「妖気（妖力）」を「力」に変換する能力を持つ種族であり、その「力」は妖の中でも群を抜いて高く、「力の大妖」と呼ばれ恐れられている。また別名「不死者（ノスフェラトゥ）」と呼ばれ、強靭な肉体と高い治癒能力も持つ。妖気探知の能力にも優れた種族であるが、その反面弱点が多い妖としても有名であり、十字架に銀の弾丸、中でも「水」は致命的な弱点とされ、水を浴びると妖気と激しく反発し合い、著しく弱体化してしまう。なお、入浴や洗顔に際してはハーブを入れ中和してから使用する。
その高い治癒能力を持つ血を瀕死の傷を負った者に注入することで、その者を蘇生させる事が出来る。しかしこの蘇生法には、成功率そのものが低いこと、血を与えたバンパイアの側が一時的に弱体化してしまうこと、そして注入された側にどんな変化が起こるかわからないという問題点がある。月音の場合は萌香の血が適合したようで、幾度か蘇生に成功し、かつ一時的に無意識とは言え理性を保った状態でバンパイア化する事が出来た。しかしバンパイアの血による副作用は避けられないようで、血に蝕まれた者が辿る末路は、死か、月音のように屍鬼に堕ちるかだとされる。
ただの吸血行為だけでは相手に変化を齎すことはなく、血を吸われた者がバンパイア化や屍鬼化することはない。また一般的な交配により種の存続を保っていると推測される。
真祖（しんそ）
バンパイアの祖先もしくはその力を直接受け継ぐ存在のことであり、その力は遺伝することはなく、真祖の血を吸い尽くすもしくは注入されるなど、直接的な血液のやりとりを媒介にしてのみ継承される。
その強さは普通のバンパイアを遥かに凌ぎ、強大な妖気は漆黒の闇よりも深く美しいとされる。また固有能力は、自らの血液に妖気を練り合わせることで自在に操り、質量や性質さえ変化させてあらゆるものを作り出す「創造」だという
屍鬼（グール）
本来バンパイアは好戦的な種族とされ、その「血を求め殺戮を望む性質」により全てを支配されてしまった状態のことを指す。こうなった者にはもはや意志は存在せず、血を求める本能に従って生きるだけだとされる。もはや死んだも同然であり、完全に堕ちた者は二度と元に戻れない。月音は度々妖力に呑まれ、屍鬼化しかける。
ベルモンド
「伝説の妖怪ハンター」が使っていたとされる鞭。魔法無効化（マジックキャンセル）機能を持った強力な魔具であるため、萌香がこれを持った際には封印のロザリオの効果が無効化され、裏萌香となった。なお、鞭の名の元ネタは「悪魔城ドラキュラ」の主人公であると思われる。

## メディア展開
2007年のドラマCD化をはじめ、様々なメディアミックス展開が行われている。
- 2006年8月31日にドラマCD第1弾『「ロザリオとバンパイア」ドラマCD』が発売。
- 2007年のテレビアニメ化決定後、掲載誌の『月刊少年ジャンプ』が休刊。
- 2007年11月2日発売の『ジャンプスクエア』創刊号より第2部『ロザリオとバンパイア season II』として連載再開。
- 2007年12月14日にドラマCDの第2弾『「ロザリオとバンパイア2」ドラマCD』が発売。
- 2007年12月27日よりテレビアニメ版に先行し、関連インターネットラジオ「ラジオ! ロザリオとバンパイア」を開始（ - 2008年3月27日）。
- 2008年1月から3月まで独立UHF局他にてテレビアニメ版第1期『ロザリオとバンパイア』が放送開始。
- 2008年3月20日にゲーム『ロザリオとバンパイア 七夕のミス陽海学園』発売。
- 2008年4月4日に『小説 ロザリオとバンパイア』が発売。
- 2008年7月25日に『TVアニメーションドラマCD ロザリオとバンパイア』が発売。
- 2008年10月から12月まで独立UHF局他にてテレビアニメ版第2期『ロザリオとバンパイア CAPU2（カプチュー）』が放送開始。
- 2008年12月23日よりテレビアニメ版関連ラジオ「ラジオ! ロザリオとバンパイアCAPU2」を開始（ - 2009年4月23日）。
- 2009年7月23日にゲーム『ロザリオとバンパイア CAPU2 恋と夢の狂想曲（ラプソディア）』発売。

### ドラマCD
2006年から2008年にかけ、合計3作のドラマCDが発売されている。2作目まではテレビアニメ版に先行しており、ドラマCDの主要キャストがそれへと引き継がれた。3作目はテレビアニメ版第1期と第2期の間に発売されており、設定もテレビアニメ版がベースとなっている。
- 『「ロザリオとバンパイア」ドラマCD』（2006年8月発売）
- 『「ロザリオとバンパイア2」ドラマCD』（2007年12月発売）
- 『TVアニメーションドラマCD ロザリオとバンパイア』（2008年7月発売）

### テレビアニメ
先行するドラマCDの主要キャストを引き継ぎ、2008年に第2期が放映されている。テレビアニメ版はラブコメディ路線に変更されたため、ストーリーが原作とは大きく異なり、独自の話や演出からなるラブコメディやギャグ要素が強調された作品となっており、またパンチラの量は原作とは比較にならないほど多い。
第1期『ロザリオとバンパイア』
1月より全13話が放送。ジャンプ系新作アニメとしては初の独立UHF局放送作品となった。
第2期『ロザリオとバンパイア CAPU2』（ - カプチュー）
10月から12月まで全13話が放送された。第1期と同じく独立UHF局他だが、ネット局や放送順に変化が生じている。

### インターネットラジオ
パーソナリティは黒乃胡夢役の福圓美里と仙童紫役のこやまきみこ。音泉で毎週木曜日に配信。
第1期「ラジオ! ロザリオとバンパイア」
2007年12月27日から2008年3月27日まで配信。
第2期「ラジオ! ロザリオとバンパイア CAPU2」
2008年10月23日から2009年4月23日まで配信。

### ゲーム
2作が発売されており、共にテレビアニメ版準拠。主人公もテレビアニメ版と同様で、青野月音で固定されているがPS2版のみボイスがない。DS版とPS2版で個別にテレビアニメ版には登場しないオリジナルキャラクターも登場する。
ロザリオとバンパイア 七夕のミス陽海学園
カプコンより2008年3月20日にニンテンドーDS用ソフトで発売。ジャンルはアドベンチャー。
ロザリオとバンパイア CAPU2 恋と夢の狂想曲（ラプソディア）
コンパイルハートより、2009年7月23日PlayStation 2用ソフトで発売。ジャンルは「妖（あやし）恋愛体験アドベンチャー」。

### 小説
2008年4月に〈ジャンプ ジェイ ブックス〉より発売されたノベライズ作品で、著者は志茂文彦。
萌香と月音・胡夢・紫・みぞれのそれぞれを主人公とした4本の短編から構成されている。
第一話・萌香とつくね、衝撃のバトルタッグマッチ!
見知らぬ少女から手紙をもらい喜ぶ月音。だが、それはかつて月音と萌香に倒されたチョッパー力石の妹からの果たし状だった。チョッパー力石とその妹VS月音と萌香のタッグマッチ。果たして2人は無事乗り切れるだろうか。
第二話・くるむの女子寮トラップ! 愛の略奪大作戦!!

第三話・紫と秘密の友だち

第四話・アルファブロガーみぞれのあやまち

## 書誌情報

### 漫画本編
特記のない限り著者は池田晃久、発行は全て集英社のジャンプ・コミックスより。
- 『ロザリオとバンパイア』 全10巻
  1. 「学園のバンパイア」2004年10月9日第1刷発行（10月4日発売[集 2]）、ISBN 4-08-873665-6
  2. 「月に願いを」2005年5月9日第1刷発行（2月4日発売[集 3]）、ISBN 4-08-873776-8
  3. 「ブラッド」2005年6月8日第1刷発行（6月3日発売[集 4]）、ISBN 4-08-873823-3
  4. 「魔女の丘」2005年10月9日第1刷発行（10月4日発売[集 5]）、ISBN 4-08-873869-1
  5. 「侵食」2006年2月8日第1刷発行（2月3日発売[集 6]）、ISBN 4-08-874024-6
  6. 「ナイトメア」2006年6月7日第1刷発行（6月2日発売[集 7]）、ISBN 4-08-874116-1
  7. 「ぼくたちの選択」2006年10月9日第1刷発行（10月4日発売[集 8]）、ISBN 4-08-874270-2
  8. 「学園の闇」2007年2月7日第1刷発行（2月2日発売[集 9]）、ISBN 978-4-08-874324-0
  9. 「来訪者」2007年6月9日第1刷発行（6月4日発売[集 10]）、ISBN 978-4-08-874372-1
  10. 「未来のカタチ」2007年10月9日第1刷発行（10月4日発売[集 11]）、ISBN 978-4-08-874449-0
- 『ロザリオとバンパイア season II』 全14巻
  1. 2008年6月9日第1刷発行（6月4日発売[集 12]）、ISBN 978-4-08-874506-0
  2. 2008年10月8日第1刷発行（10月3日発売[集 13]）、ISBN 978-4-08-874586-2
    - アニメDVD付初回限定版、ISBN 978-4-08-908075-7

  3. 2009年2月9日第1刷発行（2月4日発売[集 14]）、ISBN 978-4-08-874637-1
  4. 2009年6月9日第1刷発行（6月4日発売[集 15]）、ISBN 978-4-08-874679-1
  5. 2009年10月7日第1刷発行（10月2日発売[集 16]）、ISBN 978-4-08-874745-3
  6. 2010年2月9日第1刷発行（2月4日発売[集 17]）、ISBN 978-4-08-870008-3
  7. 2010年6月9日第1刷発行（6月4日発売[集 18]）、ISBN 978-4-08-870057-1
  8. 2010年11月9日第1刷発行（11月4日発売[集 19]）、ISBN 978-4-08-870122-6
  9. 2011年6月8日第1刷発行（6月3日発売[集 20]）、ISBN 978-4-08-870213-1
  10. 2011年12月7日第1刷発行（12月2日発売[集 21]）、ISBN 978-4-08-870349-7
  11. 2012年6月9日第1刷発行（6月4日発売[集 22]）、ISBN 978-4-08-870425-8
  12. 2013年2月9日第1刷発行（2月4日発売[集 23]）、ISBN 978-4-08-870570-5
  13. 2013年9月9日第1刷発行（9月4日発売[集 24]）、ISBN 978-4-08-870812-6
  14. 2014年5月9日第1刷発行（5月2日発売[集 25]）、ISBN 978-4-08-880049-3

### その他関連書籍
- 池田晃久・志茂文彦『小説 ロザリオとバンパイア』〈ジャンプ ジェイ ブックス〉2008年4月9日第1刷発行（2008年4月4日発売[集 1]）、ISBN 978-4-08-703191-1
- 『ロザリオとバンパイア GUIDE BOOK 陽海学園入学案内』2008年12月9日第1刷発行（12月4日発売[集 26]）、ISBN 978-4-08-874801-6

#### 集英社BOOK NAVI
以下の出典は『集英社BOOK NAVI』（集英社）内のページ。書誌情報の発売日の出典としている。
1. 1 2  “小説 ロザリオとバンパイア｜志茂 文彦/池田 晃久｜JUMPjBOOKS｜”. 2009年9月12日閲覧。
2. ↑  “ロザリオとバンパイア/1｜池田 晃久｜ジャンプコミックス｜”. 2009年9月12日閲覧。
3. ↑  “ロザリオとバンパイア/2｜池田 晃久｜ジャンプコミックス｜”. 2009年9月12日閲覧。
4. ↑  “ロザリオとバンパイア/3｜池田 晃久｜ジャンプコミックス｜”. 2009年9月12日閲覧。
5. ↑  “ロザリオとバンパイア/4｜池田 晃久｜ジャンプコミックス｜”. 2009年9月12日閲覧。
6. ↑  “ロザリオとバンパイア/5｜池田 晃久｜ジャンプコミックス｜”. 2009年9月12日閲覧。
7. ↑  “ロザリオとバンパイア/6｜池田 晃久｜ジャンプコミックス｜”. 2009年9月12日閲覧。
8. ↑  “ロザリオとバンパイア/7｜池田 晃久｜ジャンプコミックス｜”. 2009年9月12日閲覧。
9. ↑  “ロザリオとバンパイア/8｜池田 晃久｜ジャンプコミックス｜”. 2009年9月12日閲覧。
10. ↑  “ロザリオとバンパイア/9｜池田 晃久｜ジャンプコミックス｜”. 2009年9月12日閲覧。
11. ↑  “ロザリオとバンパイア/10｜池田 晃久｜ジャンプコミックス｜”. 2009年9月12日閲覧。
12. ↑  “ロザリオとバンパイア SEASON2/1｜池田 晃久｜ジャンプコミックス｜”. 2009年9月12日閲覧。
13. ↑  “ロザリオとバンパイア SEASON2/2｜池田 晃久｜ジャンプコミックス｜”. 2009年9月12日閲覧。
14. ↑  “ロザリオとバンパイア SEASON2/3｜池田 晃久｜ジャンプコミックス｜”. 2009年9月12日閲覧。
15. ↑  “ロザリオとバンパイア SEASON2/4｜池田 晃久｜ジャンプコミックス｜”. 2009年9月12日閲覧。
16. ↑  “ロザリオとバンパイア SEASON2/5｜池田 晃久｜ジャンプコミックス｜”. 2010年3月3日閲覧。
17. ↑  “ロザリオとバンパイア SEASON2/6｜池田 晃久｜ジャンプコミックス｜”. 2010年3月3日閲覧。
18. ↑  “ロザリオとバンパイア SEASON2/7｜池田 晃久｜ジャンプコミックス｜”. 2010年6月4日閲覧。
19. ↑  “ロザリオとバンパイア SEASON2/8｜池田 晃久｜ジャンプコミックス｜”. 2011年6月3日閲覧。
20. ↑  “ロザリオとバンパイア SEASON2/9｜池田 晃久｜ジャンプコミックス｜”. 2011年6月3日閲覧。
21. ↑  “ロザリオとバンパイア SEASON2/10｜池田 晃久｜ジャンプコミックス｜”. 2011年12月3日閲覧。
22. ↑  “ロザリオとバンパイア SEASON2/11｜池田 晃久｜ジャンプコミックス｜”. 2012年6月9日閲覧。
23. ↑  “ロザリオとバンパイア SEASON2/12｜池田 晃久｜ジャンプコミックス｜”. 2012年2月4日閲覧。
24. ↑  “ロザリオとバンパイア SEASON2/13｜池田 晃久｜ジャンプコミックス｜”. 2012年9月4日閲覧。
25. ↑  “ロザリオとバンパイア SEASON2/14｜池田 晃久｜ジャンプコミックス｜”. 2014年4月25日閲覧。
26. ↑  “ロザリオとバンパイア GUIDE BOOK 陽海学園入学案内｜池田 晃久｜ジャンプコミックス｜”. 2009年9月12日閲覧。